# Gran Premi de Malàisia del 2000
Resultats del Gran Premi de Malàisia de Fórmula 1 de la temporada 2000, disputat al circuit de Sepang el 22 d'octubre del 2000.

## Resultats
| Pos. | No | Pilot                 | Equip                  | Voltes | Temps/ Retirada  | Pos. de sortida | Punts |
| ---- | -- | --------------------- | ---------------------- | ------ | ---------------- | --------------- | ----- |
| 1    | 3  | Michael Schumacher    | Ferrari                | 56     | 1h 35' 54. 2     | 1               | 10    |
| 2    | 2  | David Coulthard       | McLaren - Mercedes     | 56     | + 0.732 s        | 3               | 6     |
| 3    | 4  | Rubens Barrichello    | Ferrari                | 56     | + 18.444 s       | 4               | 4     |
| 4    | 1  | Mika Häkkinen         | McLaren - Mercedes     | 56     | + 35.269 s       | 2               | 3     |
| 5    | 22 | Jacques Villeneuve    | BAR - Honda            | 56     | + 1' 10.692 min. | 6               | 2     |
| 6    | 7  | Eddie Irvine          | Jaguar - Cosworth      | 56     | + 1' 12.568 min. | 7               | 1     |
| 7    | 12 | Alexander Wurz        | Benetton - Playlife    | 56     | + 1' 29.314 min. | 5               |       |
| 8    | 17 | Mika Salo             | Sauber - Petronas      | 55     | + 1 Volta        | 17              |       |
| 9    | 11 | Giancarlo Fisichella  | Benetton - Playlife    | 55     | + 1 Volta        | 13              |       |
| 10   | 19 | Jos Verstappen        | Arrows - Supertec      | 55     | + 1 Volta        | 15              |       |
| 11   | 14 | Jean Alesi            | Prost - Peugeot        | 55     | + 1 Volta        | 18              |       |
| 12   | 6  | Jarno Trulli          | Jordan - Mugen - Honda | 55     | + 1 Volta        | 9               |       |
| 13   | 21 | Gastón Mazzacane      | Minardi - Fondmetal    | 50     | Motor            | 22              |       |
| Ret  | 8  | Johnny Herbert        | Jaguar - Cosworth      | 48     | Suspensions      | 12              |       |
| Ret  | 23 | Ricardo Zonta         | BAR - Honda            | 46     | Motor            | 11              |       |
| Ret  | 9  | Ralf Schumacher       | Williams - BMW         | 43     | Motor            | 8               |       |
| Ret  | 20 | Marc Gené             | Minardi - Fondmetal    | 36     | Part mecànica    | 21              |       |
| Ret  | 10 | Jenson Button         | Williams - BMW         | 18     | Motor            | 16              |       |
| Ret  | 5  | Heinz-Harald Frentzen | Jordan - Mugen - Honda | 7      | Part elèctrica   | 10              |       |
| Ret  | 18 | Pere de la Rosa       | Arrows - Supertec      | 0      | Col·lisió        | 14              |       |
| Ret  | 15 | Nick Heidfeld         | Prost - Peugeot        | 0      | Col·lisió        | 19              |       |

## Altres
- Pole: Michael Schumacher 1' 37. 397

- Volta ràpida: Mika Häkkinen 1' 38. 543 (a la volta 34)